# Даян Лад
Даян Лад (на английски: Diane Ladd) е американска актриса, режисьор, продуцент и автор.

## Биография
Роуз Даян Ладнър е родена на 29 ноември 1935 година в Лоръл, Мисисипи. Тя е единствено дете на Мери Бернадет (по рождение Андерсън), домакиня и актриса, и Престън Пол Ладнър, ветеринарен лекар, който продава продукти за домашни птици и добитък.  Тя е родена в Лоръл, Мисисипи, докато семейството е на гости на роднини за Деня на благодарността, въпреки че те са живели в Меридиан, Мисисипи.  Лад е роднина с драматурга Тенеси Уилямс  и поета Сидни Лание.  Лад е отгледана в католическата християнска вяра на майка си. 

### Кариера
Даян Лад участва в над 120 филмови и телевизионни роли. За филма „Алис не живее вече тук“ (1974), тя печели наградата БАФТА за най-добра актриса в поддържаща роля и е номинирана за „Оскар за най-добра поддържаща женска роля“. След това печели наградата „Златен глобус“ за най-добра поддържаща женска роля в телевизията за „Алиса“ (1980–81) и получава номинации за „Оскар за най-добра поддържаща женска роля“ за „Диво сърце“ (1990) и „Палавата Роуз“ (1991). 

### Личен живот
Даян Лад е женена за актьора и някогашен колега Брус Дърн от 1960 до 1969 г. и имат две дъщери: Даян Елизабет Дърн, която почива на 18 месеца, и Лора Дърн, която става актриса. Лад и Лора Дърн си партнират във филмите „Диво сърце“, „Палавата Роуз“ и „Вътрешна империя“ и в сериала на HBO „Просветена“.
През 1999 г. Лад се омъжва за настоящия си съпруг Робърт Чарлз Хънтър.

## Избрана филмография
| година | филм                   | оригинално заглавие             | роля       | режисьор          |
| ------ | ---------------------- | ------------------------------- | ---------- | ----------------- |
| 1974   | Китайски квартал       | Chinatown                       | Ида Сешънс | Роман Полански    |
| 1974   | Алис не живее вече тук | Alice Doesn't Live Here Anymore | Фло        | Мартин Скорсезе   |
| 1990   | Диво сърце             | Wild at Heart                   | Мариета    | Дейвид Линч       |
| 1993   | Баща похитител         | Father Hood                     | Рита       | Даръл Джеймс Рут  |
| 2015   | Джой                   | Joy                             | Мими       | Дейвид Оуен Ръсел |